# 문태일 (래퍼)
문태일은 대한민국의 래퍼다. 2020년 EP 《MTL》로 데뷔했다.

## 방송
- 하고싶은말을해라 1 (2020) - Top16

## 음반
- MTL (2020)
- MTL1.5 (2020)
- MTL2 (2021)